# Saint-Pair-sur-Mer
Saint-Pair-sur-Mer és un municipi francès situat al departament de la Manche i a la regió de Normandia. L'any 2007 tenia 3.719 habitants.

## Demografia

### Població
El 2007 la població de fet de Saint-Pair-sur-Mer era de 3.719 persones. Hi havia 1.616 famílies de les quals 520 eren unipersonals (184 homes vivint sols i 336 dones vivint soles), 608 parelles sense fills, 408 parelles amb fills i 80 famílies monoparentals amb fills.
La població ha evolucionat segons el següent gràfic:
Habitants censats

### Habitatges
El 2007 hi havia 3.348 habitatges, 1.658 eren l'habitatge principal de la família, 1.620 eren segones residències i 70 estaven desocupats. 2.717 eren cases i 382 eren apartaments. Dels 1.658 habitatges principals, 1.202 estaven ocupats pels seus propietaris, 419 estaven llogats i ocupats pels llogaters i 37 estaven cedits a títol gratuït; 37 tenien una cambra, 102 en tenien dues, 255 en tenien tres, 394 en tenien quatre i 870 en tenien cinc o més. 1.262 habitatges disposaven pel capbaix d'una plaça de pàrquing. A 855 habitatges hi havia un automòbil i a 638 n'hi havia dos o més.

### Piràmide de població
La piràmide de població per edats i sexe el 2009 era:
| Homes | Edats   | Dones |
| ----- | ------- | ----- |
| 0     | 95 o +  | 16    |
| 12    | 90 a 94 | 28    |
| 32    | 85 a 89 | 60    |
| 32    | 80 a 84 | 68    |
| 88    | 75 a 79 | 120   |
| 92    | 70 a 74 | 108   |
| 80    | 65 a 69 | 112   |
| 112   | 60 a 64 | 96    |
| 88    | 55 a 59 | 76    |
| 116   | 50 a 54 | 124   |
| 116   | 45 a 49 | 120   |
| 152   | 40 a 44 | 164   |
| 120   | 35 a 39 | 108   |
| 104   | 30 a 34 | 116   |
| 88    | 25 a 29 | 76    |
| 52    | 20 a 24 | 68    |
| 112   | 15 a 19 | 148   |
| 128   | 10 a 14 | 60    |
| 132   | 5 a 9   | 136   |
| 104   | 0 a 4   | 72    |

## Economia
El 2007 la població en edat de treballar era de 2.165 persones, 1.446 eren actives i 719 eren inactives. De les 1.446 persones actives 1.344 estaven ocupades (692 homes i 652 dones) i 102 estaven aturades (49 homes i 53 dones). De les 719 persones inactives 327 estaven jubilades, 212 estaven estudiant i 180 estaven classificades com a «altres inactius».

### Ingressos
El 2009 a Saint-Pair-sur-Mer hi havia 1.796 unitats fiscals que integraven 4.031 persones, la mediana anual d'ingressos fiscals per persona era de 20.776 €.

### Activitats econòmiques
Dels 242 establiments que hi havia el 2007, 5 eren d'empreses alimentàries, 1 d'una empresa de fabricació de material elèctric, 12 d'empreses de fabricació d'altres productes industrials, 39 d'empreses de construcció, 47 d'empreses de comerç i reparació d'automòbils, 7 d'empreses de transport, 13 d'empreses d'hostatgeria i restauració, 4 d'empreses d'informació i comunicació, 12 d'empreses financeres, 35 d'empreses immobiliàries, 28 d'empreses de serveis, 24 d'entitats de l'administració pública i 15 d'empreses classificades com a «altres activitats de serveis».
Dels 57 establiments de servei als particulars que hi havia el 2009, 1 era una oficina de correu, 3 oficines bancàries, 1 taller de reparació d'automòbils i de material agrícola, 1 taller d'inspecció tècnica de vehicles, 1 autoescola, 4 paletes, 9 guixaires pintors, 4 fusteries, 10 lampisteries, 2 electricistes, 4 perruqueries, 5 restaurants, 9 agències immobiliàries, 2 tintoreries i 1 saló de bellesa.
Dels 17 establiments comercials que hi havia el 2009, 1 era, 1 un supermercat, 1 una gran superfície de material de bricolatge, 2 botiges de menys de 120 m², 4 fleques, 1 una fleca, 1 una peixateria, 2 botigues de roba, 1 una botiga d'electrodomèstics, 2 botigues de material esportiu i 1 una joieria.
L'any 2000 a Saint-Pair-sur-Mer hi havia 45 explotacions agrícoles que ocupaven un total de 799 hectàrees.

## Equipaments sanitaris i escolars
El 2009 hi havia 1 centre de salut i 1 farmàcia.
El 2009 hi havia 1 escola maternal i 2 escoles elementals.

## Poblacions més properes
El següent diagrama mostra les poblacions més properes.